# The Mark (1961)
The Mark (bra: A Marca do Cárcere) é um filme britânico de 1961, do gênero drama, dirigido por Guy Green e estrelado por Stuart Whitman e Maria Schell.

## Produção
Drama social que causou bastante controvérsia quando de seu lançamento, The Mark está esquecido nos dias atuais. Entretanto, o filme proporcionou a Stuart Whitman a melhor atuação de sua carreira, atuação esta que, inclusive, rendeu-lhe uma solitária indicação ao Oscar.
The Mark também foi selecionado para a Palma de Ouro do Festival de Cannes.

## Sinopse
Libertado após cumprir uma sentença de três anos, sob a acusação de pedofilia, Jim Fuller é um homem mudado. Com a ajuda do psiquiatra Edmund McNally, que o assistiu na prisão, ele consegue um emprego e até se apaixona por Ruth, viúva que tem uma filha ainda criança. Entretanto, Jim vê o passado voltar a atormentá-lo, quando uma menina é molestada e ele se torna um dos principais suspeitos.

## Principais premiações
| Patrocinador                                  | Prêmio        | Categoria                    | Situação    |
| --------------------------------------------- | ------------- | ---------------------------- | ----------- |
| Academia de Artes e Ciências Cinematográficas | Oscar         | Melhor Ator (Stuart Whitman) | Indicado    |
| Festival de Cannes                            | Palma de Ouro | Melhor Filme                 | Selecionado |

## Elenco
| Ator/Atriz       | Personagem            |
| ---------------- | --------------------- |
| Stuart Whitman   | Jim Fuller            |
| Maria Schell     | Ruth Leighton         |
| Rod Steiger      | Doutor Edmund McNally |
| Brenda De Banzie | Senhora Cartwright    |
| Donald Houston   | Repórter Austin       |
| Donald Wolfit    | Clive                 |
| Paul Rogers      | Milne                 |
| Maurice Denham   | Arnold Cartwright     |
| Amanda Black     | Janie                 |
| Marie Devereux   | Ellen                 |
| Bill Foley       | Senhor Fuller         |
| Anne Monaghan    | Senhora Fuller        |
| Josephine Frayne | Patricia              |
| Eddie Byrne      | Acker                 |
| Al Mulock        | Preso                 |